# لانسلوت أودوا إيماسون
لانسلوت أودوا إيماسون (بالإنجليزية: Lancelot Oduwa Imasuen)‏ (مواليد 21 يوليو 1971)، هُو مُخرج ومُنتج أفلام نيجيري.

## وصلات خارجية
- لانسلوت أودوا إيماسون على موقع IMDb (الإنجليزية)
- لانسلوت أودوا إيماسون على موقع روتن توميتوز (الإنجليزية)
- لانسلوت أودوا إيماسون على موقع أول موفي (الإنجليزية)
- لانسلوت أودوا إيماسون على موقع قاعدة بيانات الفيلم (الإنجليزية)
- لانسلوت أودوا إيماسون على موقع كينوبويسك (الروسية)